# Ducati Indiana
La Ducati Indiana è una motocicletta prodotta dalla casa motociclistica italiana Ducati a partire dal 1986 al 1990.

## Descrizione
Se il primo prototipo utilizzava un motore a coppia conica, il modello entrato in produzione optò per un Pantah, meno costoso da produrre.
La moto è stata presentata al pubblico per la prima volta ad EICMA a Milano nel 1985.
Della moto sono state create più versioni in diverse cilindrate. La prima è stata la Indiana 350, creata principalmente per il mercato italiano.
La seconda, la Indiana 650, è dotata di un motore più grande da 649,56 cm³, con alesaggio di 82 e corsa di 61,5 mm, alimentato da due carburatori Bing da 32 mm di diametro, che sviluppa una potenza di 53 cavalli a 7000 giri/min. La frizione a bagno d'olio della 350 qui è sostituita con una frizione a secco. La 650 è stata commercializzata solo nel 1986.
Nel 1987 la 650 è stata sostituita dalla 750. Rispetto a quest'ultima l'alesaggio è stato incrementato di 6 mm, ottenendo un aumento di cilindrata a 748 cm³.
La parte ciclistica è in comune ai tre modelli. Il telaio ha una struttura classica da doppia culla in acciaio. La forcella e gli ammortizzatori sono della Marzocchi. La frenata è assicurata da un sistema frenante della Brembo.
Il totale delle DUCATI Indiana prodotte fra il 1986 ed il 1990 ammonta a 2318.